# 96

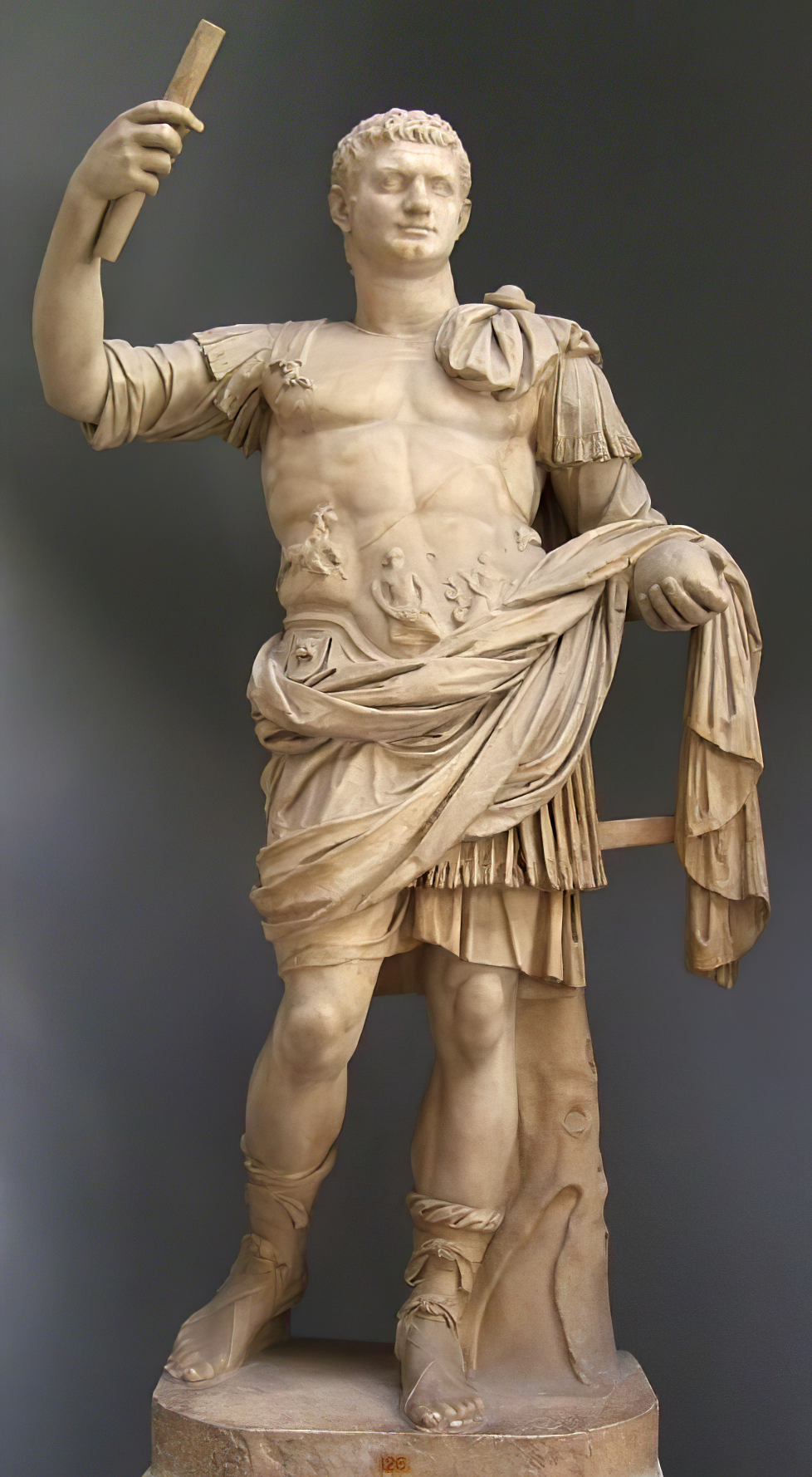
Keizer Domitianus (51 - 96)

Het jaar 96 is het 96e jaar in de 1e eeuw volgens de christelijke jaartelling.

## Gebeurtenissen

### Italië
- 18 september - Keizer Domitianus wordt met medeweten van zijn vrouw Domitia Longina en met steun van de pretoriaanse garde, door een huisknecht in zijn paleis doodgestoken. Dit betekent het einde van de Flavische dynastie. Door gebrek aan eigen nakomelingen, biedt de Senaat de 65-jarige Marcus Cocceius Nerva de keizerstitel aan.
- Nerva (96 - 98) wordt als keizer geïnstalleerd, hij is de eerste van de zogeheten Adoptiefkeizers. In het Romeinse Keizerrijk breekt een bloeiperiode aan, ook wel de Gouden Eeuw van Rome genoemd, onder het bekwame bewind van de "Vijf Goede Keizers".

## Overleden
- Publius Papinius Statius, Romeins dichter
- Titus Flavius Domitianus (44), keizer van het Romeinse Keizerrijk